# Eusebio Sempere

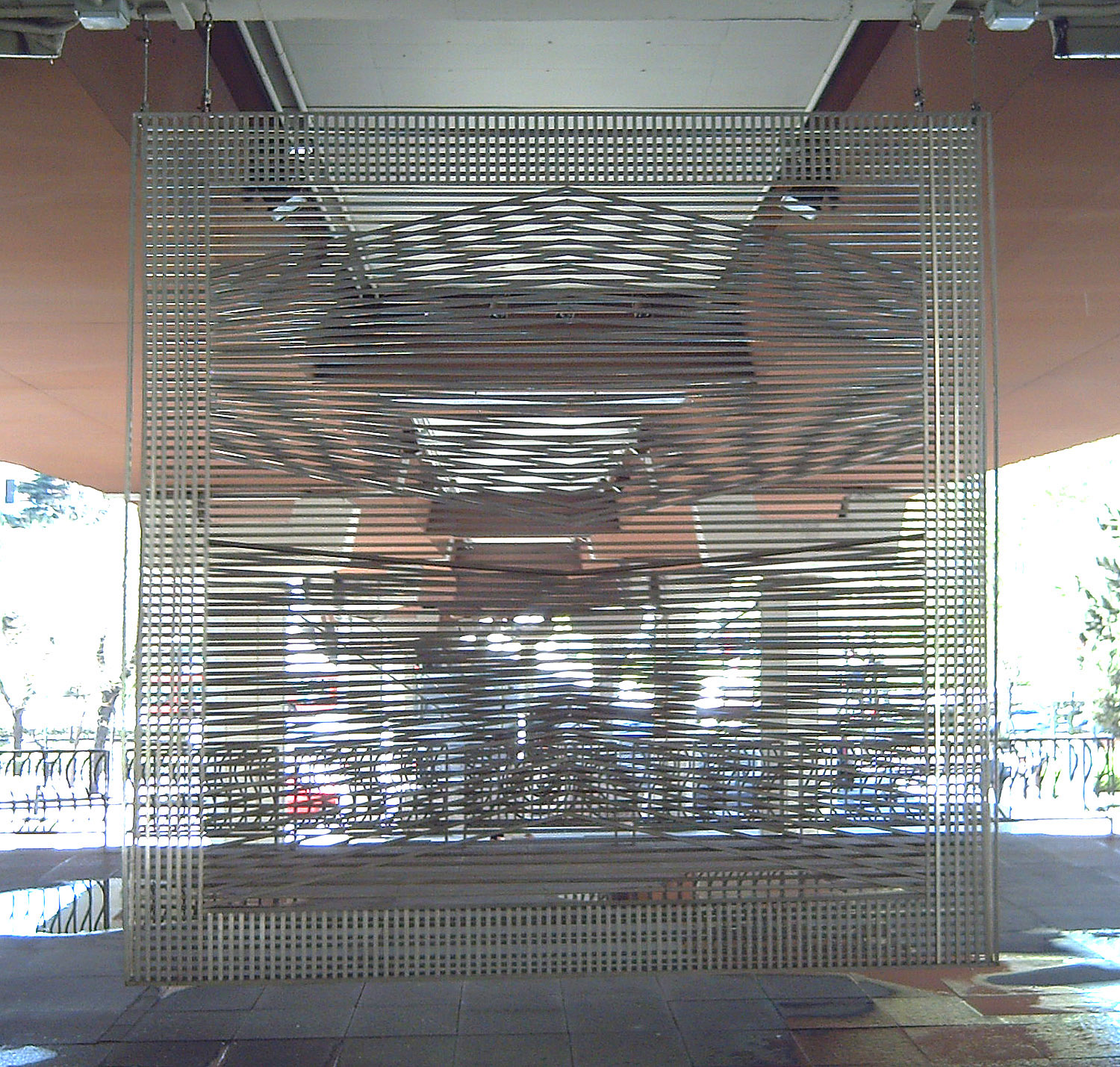
Móvil (1972), Museo Arte Público de Madrid

Eusebio Sempere (* 3. April 1923 in Onil; † 10. April 1985 ebenda) war ein spanischer Lichtobjektkünstler und Maler.
Sempere beschäftigte sich ab 1948 mit Lichteffekttheorie und malte Bilder unter dem Einfluss von Paul Klee. 1957 schuf er erste Lichtobjekte und abstrakte Darstellungen. 1983 gewann er den Prinz-von-Asturien-Preis für Kunst.